# Арнобій Молодший
Арнобій Молодший (лат. Arnobius Junior; ? — після 460) — латинський християнський письменник часів занепаду Римської імперії.

## Життєпис
Народився у м. Сікка (римська провінція Африка). Можливо був нащадком відомого ритора та письменника Арнобія Афра. Здобув класичну освіту. Під впливом батька перейшов до християнства, ставши зрештою ченцем.
Близько 432 року втік від вторгнення до Африки вандалів, перебравшись до Риму. За іншими відомостями мешкав у Галлії, де був єпископом. Проте достеменно відомо, що в 430-450-х роках мешкав у Римі.

## Творчість
Полемізував із вченням Аврелія Августина про благодать. Є автором алегоричного твору «Коментар до псалмів» (Commentarii в psalmos), а також «Роз'яснення Євангелія» (Expositiunculae в Evangelium), що представляють собою нотатки на полях обраних текстів Євангелій від Матвія, Луки та Іоанна. Написав також антимонофизитську працю «Суперечка з Серапіоном» (Conflictus диплом Serapione) і аскетичний твір «Liber ad Gregorii».
Арнобію також приписується полемічний твір з пелагіанським відтінком «Обраний» (Praedestinatus, 432—440 роки), спрямований проти вчення Августина про призначення.